# Lasioglossum namaense
Lasioglossum namaense är en biart som först beskrevs av Heinrich Friese 1909.  Lasioglossum namaense ingår i släktet smalbin, och familjen vägbin. Inga underarter finns listade i Catalogue of Life.